# Aura (album)
Az Aura az Asia progresszív rock zenét játszó zenekar hetedik stúdióalbuma. 2001-ben adták ki. A felvételeken rengeteg különböző zenész segédkezett. A borító grafikáját (mint az összes többi Asia-lemezéét) Roger Dean tervezte.

## Számok
Minden dalt Geoff Downes és John Payne írt, kivéve ott, ahol jelezve van.
1. Awake – 6:08
2. Wherever You Are (Andrew Gold/Graham Gouldman/Geoff Downes/John Payne) – 5:14
3. Ready to Go Home (Andrew Gold/Graham Gouldman) – 4:50
4. The Last Time – 4:56
5. Forgive Me (Jimmy Santis/Richard Tancredi/Geoff Downes/John Payne) – 5:26
6. Kings of the Day [Regis Diem] – 6:51
7. On the Coldest Day in Hell (Geoff Downes/John Payne/Ben Woolfenden)– 6:25
8. Free – 8:51
9. You're the Stranger – 6:05
10. The Longest Night (Geoff Downes/John Payne/Ben Woolfenden) – 5:28
11. Aura – 4:14
  - Bónuszszámok a speciális kiadáson
12. Under the Gun – 4:48
13. Come Make My Day (Geoff Downes/John Payne/Ian Crichton) – 5:01
14. Hands of Time – 5:23

## Közreműködő zenészek
A zárójelben lévő számok azt jelzik, hogy hányas számú dalokon játszott az illető zenész.
- John Payne – ének, basszusgitár, gitár
- Geoff Downes – billentyűs hangszerek
- Steve Howe – gitár (4,8)
- Elliott Randall – gitár (9,11)
- Pat Thrall – gitár (8)
- Ian Crichton – gitár (4,8,12,13,14)
- Guthrie Govan – gitár (1,2,3,5,6,7,9,10)
- Tony Levin – basszusgitár (3)
- Vinnie Colaiuta – dob (3,4,10)
- Simon Phillips – dob (6,8)
- Chris Slade – dob (2,12,13,14)
- Michael Sturgis – dob (1,5,7,9,11)

### További közreműködők
- Neil Lockwood – háttérvokál
- Gary Liederman – basszusgitár
- David Grant gospelkórusa – kórus az Awake" és a Ready To Go Home" c. számokon
- Luis Jardim – ritmushangszerek (1,3,4,5,6,9,11)